# Vårtig wobbegong
Vårtig wobbegong (Sutorectus tentaculatus) är en hajart som först beskrevs av Peters 1864.  Vårtig wobbegong ingår i släktet Sutorectus och familjen Orectolobidae. Inga underarter finns listade i Catalogue of Life.
Denna haj förekommer vid Australiens kustlinje framför Western Australia och South Australia. Den dyker till et djup av 35 meter. Grunden är i regionen täckt av klippor och sjögräs. Exemplaren blir upp till 92 cm långa och de blir könsmogna vid en längd av cirka 65 cm. Honor lägger inga ägg utan föder levande ungar. De är vid födelsen ungefär 22 cm långa.
Några exemplar hamnar som bifångst i fiskenät. Hela populationen antas vara stor. IUCN kategoriserar arten globalt som livskraftig.